# درجغي (أيسين)
درجغي (بالفارسية: درژگی) هي قرية تقع في إيران في قسم أيسين الريفي. يقدر عدد سكانها بـ 54 نسمة بحسب إحصاء 2016.